# The Beach Boys: Christmas Harmonies
The Beach Boys: Christmas Harmonies es un álbum de recopilación, que reúne canciones navideñas por The Beach Boys. Fue publicado el 21 de octubre de 2009 por la discográfica Capitol Records. La portada del álbum es una tabla de surf forrada en decorado navideño con las letras The Beach Boys. Este álbum es una unión de álbumes navideñas anteriores, el álbum de estudio The Beach Boys' Christmas Album de 1964 y el box set recopilatorio Merry Christmas from the Beach Boys (con material no editado). Lo nuevo en este álbum es una versión distinta de «Auld Lang Syne», pero sin la voz de Dennis Wilson.

## Lista de canciones
| N.º | Título                                                               | Duración |  |
| 1.  | «Santa Claus Is Comin' To Town» (Fred J. Coots, Gillespie)           | 2:21     |  |
| 2.  | «Frosty The Snowman» (Nelson, Rollins)                               | 1:55     |  |
| 3.  | «White Christmas» (Berlin)                                           | 2:31     |  |
| 4.  | «Little Saint Nick» (Love y Wilson)                                  | 1:59     |  |
| 5.  | «Christmas Day» (Wilson)                                             | 1:52     |  |
| 6.  | «I'll Be Home For Christmas» (Gannon, Kent, Ram)                     | 2:45     |  |
| 7.  | «Santa's Beard» (Love y Wilson)                                      | 2:00     |  |
| 8.  | «Child Of Winter (Christmas Song)» (Autry, Haldeman...)              | 2:46     |  |
| 9.  | «Merry Christmas, Baby» (Love y Wilson)                              | 2:27     |  |
| 10. | «Blue Christmas» (Hayes, Hayes, Johnson)                             | 3:12     |  |
| 11. | «Melekalikimaka» (Jardine y Love)                                    | 2:35     |  |
| 12. | «(I Saw Santa) Rockin' Around The Christmas Tree» (Jardine y Wilson) | 2:24     |  |
| 13. | «The Man with All the Toys» (Love y Wilson)                          | 1:31     |  |
| 14. | «We Three Kings Of Orient Are» (Hopkins)                             | 4:05     |  |
| 15. | «Auld Lang Syne (distinta versión)» (Tradicional)                    | 1:21     |  |